# Atesta sisyrioides
Atesta sisyrioides är en skalbaggsart som beskrevs av Wang 1993. Atesta sisyrioides ingår i släktet Atesta och familjen långhorningar. Inga underarter finns listade.